# Neoscona dyali
Neoscona dyali là một loài nhện trong họ Araneidae.
Loài này thuộc chi Neoscona. Neoscona dyali được Pawan U. Gajbe miêu tả năm 2004.